# Casinycteris argynnis
Casinycteris argynnis is een zoogdier uit de familie van de vleerhonden (Pteropodidae). De wetenschappelijke naam van de soort werd voor het eerst geldig gepubliceerd door Thomas in 1910. Ze werd verzameld door George Latimer Bates in zuidoostelijk Kameroen.

## Voorkomen
De soort komt voor in Kameroen, de Centraal-Afrikaanse Republiek en Congo-Kinshasa.